# الإنترنت بين الكواكب

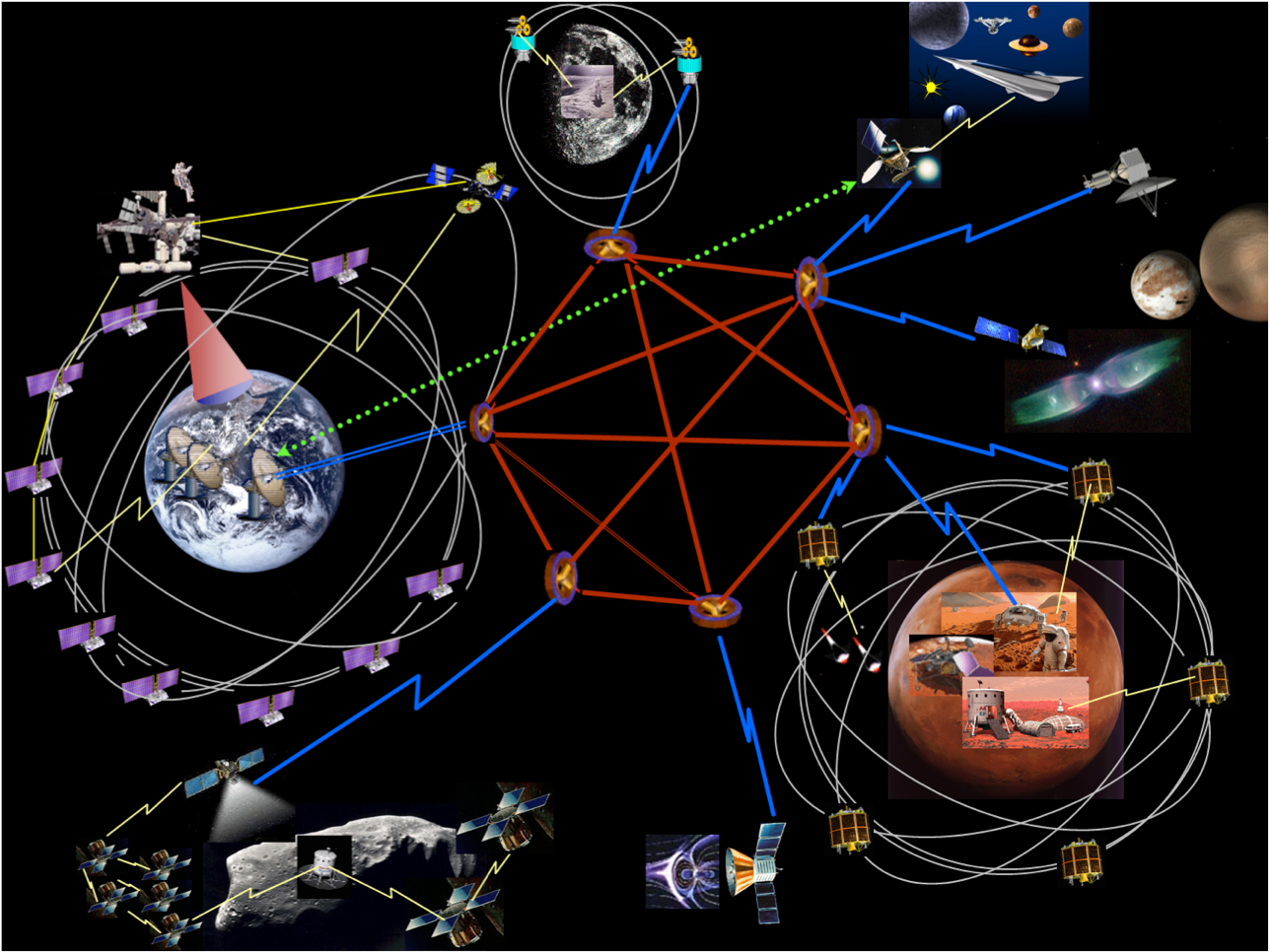

## الإنترنت بين الكواكب
الإنترنت عبر الكواكب (تسمى أي بي ان  إنتيربلانيت) هو شبكة الكمبيوتر تصور في الفضاء، وتتكون من مجموعة من العقد الشبكة التي يمكن التواصل مع بعضها البعض. سوف تتأخر الاتصالات كثيرا بسبب المسافات بين الكواكب الكبيرة، وبالتالي فإن أي. بي. ان يحتاج إلى مجموعة جديدة من البروتوكولات والتكنولوجيا التي تتسامح مع التأخير والأخطاء  الكبيرة. على الرغم من أن الإنترنت كما هو معروف اليوم يميل إلى أن يكون شبكة سريعه، والإنترنت بين الكواكب هو مخزن وشبكة والتأخير تتراوح بين عشرات الدقائق وحتى ساعات، حتى عندما يكون هناك اتصال.

### الأعمال
العديد من الناس والمنظمات عملت لسنوات عديدة لجعل هذا حقيقة واقعة. وتشمل المنظمات الرئيسية فريق البحث التابع لجمعية بحوث شبكة الإنترنت (D T N) التابعة لفرقة عمل بحوث الإنترنت، التي وضعت واختبرت مجموعة البروتوكول؛ مختبر الدفع النفاث، الذي وضع شبكة شبكة تراكب بين الكواكب (ION)، واللجنة الاستشارية لنظم بيانات الفضاء (CCSDS)، واعتمد بروتوكول حزمة وبروتوكولات النقل ليكليدر لاستخدامها في رحلة الفضاء المدنية.